# Miloud Salhi
 (mars 2020).
Miloud Salhi est un footballeur international algérien né le 20 juillet 1951 à Sidi Bel Abbès. Il évoluait au poste d'arrière droit.

## Biographie
Miloud Salhi reçoit neuf sélections en équipe d'Algérie entre 1971 et 1972. Il joue son premier match en équipe nationale le 8 décembre 1971, contre l'équipe de Malte (score : 1-1). Il joue son dernier match le 12 mars 1972, contre la Guinée (défaite 5-1).
En club, il réalise l'intégralité de sa carrière avec l'équipe de l'USM Bel Abbès, où il évolue pendant 15 saisons.

## Palmarès
- Champion d'Algérie de D2 en 1980 (Groupe Centre-Ouest) avec l'USM Bel Abbès